# Lutècia
|  | Per a altres significats, vegeu «Lutètia (motocicleta)». |

Lutècia (llatí Lutetia o Lutetia Parisiorum, grec Λουκοτεκία) era una ciutat de la Gàl·lia al límit entre la Cèltica i la Bèlgica, al territori dels gals parisis (parisii) a la regió del Sena. La ciutat és esmentada per primer cop per Juli Cèsar, que hi va celebrar una reunió amb els estats gals l'any 53 aC. L'anomena Lutetia Parisiorum, i és la predecessora de París, la capital actual de França.
A les operacions de Tit Labiè de l'any 52 aC que explica Cèsar, diu que Lutècia era una illa al Sequana (Sena). Estrabó copia aquesta localització i l'anomena Λουκοτοκία ("Loukotokia"). Vibi Seqüestre també diu que Lutècia era una illa.

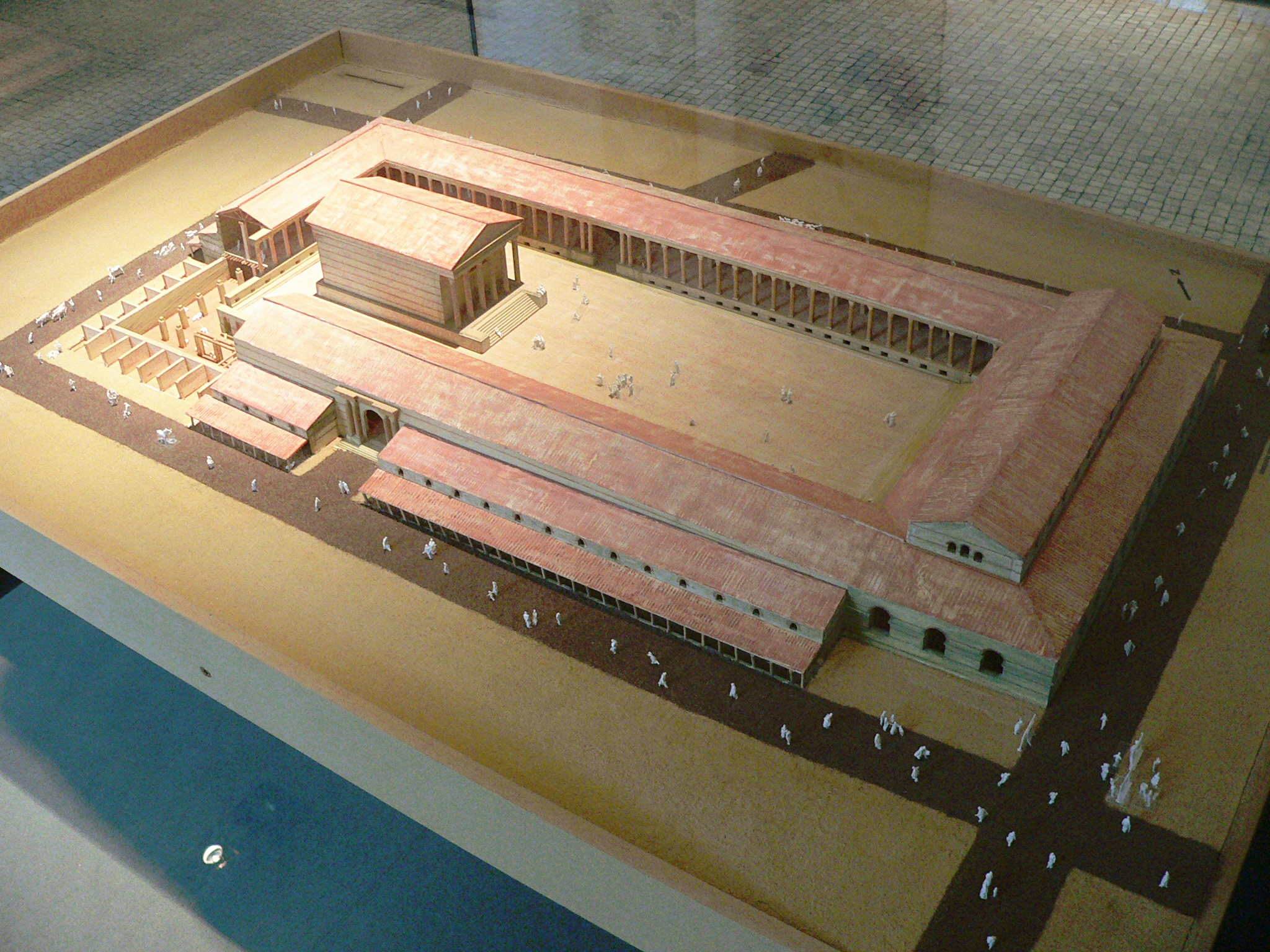
Maqueta del fòrum de Lutetia (Museu Carnavalet)

Quan Cèsar preparava l'atac a Gergòvia (52 aC) va enviar al tribú Tit Labiè amb quatre legions contra els parisis i els sènons, els seus veïns, amb els que tenien alguna mena d'unió política. Labiè va avançar des d'Agedincum seguint el Sena i el cap gal Camulogè l'esperava a una zona de maresmes per impedir-li travessar el riu i Labiè, al no poder creuar per la zona de maresmes va sortir del camp de nit i va retornar a Melodunum (Melum) una ciutat dels sènons, i es va apoderar de la ciutat i de 50 vaixells i llavors va marxar contra Lutècia. Quan ja la tenia a la vista els gals la van incendiar, van destruir els ponts i es van col·locar a la riba del Sena deixant a Labiè al mig. Coneguda la derrota de Cèsar a Gergòvia, els bel·lòvacs es van unir als sènons i van atacar també a Labiè que es va poder retirar cap a Melodunum. Després va poder rebutjar l'atac dels gals i es va poder retirar cap a Agedincum.
Finalment la ciutat, com altres ciutats dels gals, va agafar el nom de la tribu que la poblava i es va dir Civitas Parisiorum. Zòsim, un escriptor de la meitat del segle V ja l'anomenaParisium a la Història Nova i segons la Notitia Dignitatum els romans hi tenien una base fluvial governada per un praefectus classis Parisiis. L'antiga ciutat a l'illa dins el Sena és la moderna Île de la Cité, i tenia al costat una altra illa on és avui Notre Dame. Les dos illes no van quedar unides fins al segle xvi. El nom va acabar convertit en París a l'alta edat mitjana.
Sota domini romà era una ciutat no gaire gran, que Ammià Marcel·lí qualifica de castell (no li dona el títol de ciutat) i Zòsim la defineix com a "petita ciutat" (πολίχνη). A Lutècia les legions van proclamar emperador Julià l'Apòstata l'any 359. A finals del segle V els francs la van ocupar i el 508 Clodoveu I la va convertir en la seva capital.
Queden molt poques restes romanes a París. Unes excavacions prop de Notre-Dame van treure a la llum unes inscripcions del temps de Tiberi que mostren que els déus romans i els gals eren venerats conjuntament.
Lutècia també té una certa fama per aparèixer amb alguna freqüència en els àlbums d'Astèrix. És, per exemple, la ciutat del cosí de l'Obèlix (l'Amèrix), dels traficants de falç d'or, la ciutat on vivien en el seu passat els venedors de vins de l'escut Avern (entre ells l'Alàmbix), etcetera.
En 508, Clodoveu I estableix Lutècia com a capital del Regne Franc.